# Acanthoscelides comstocki
Acanthoscelides comstocki är en skalbaggsart som beskrevs av Johnson 1990. Acanthoscelides comstocki ingår i släktet Acanthoscelides och familjen bladbaggar. Inga underarter finns listade i Catalogue of Life.